# Adam Morecki
Adam Morecki (ur. 5 września 1929 w Krakowie, zm. 20 maja 2001) – polski inżynier automatyki i robotyki, profesor zwyczajny na Wydziale Mechanicznym Energetyki i Lotnictwa Politechniki Warszawskiej. Współtwórca polskiej szkoły teorii maszyn i mechanizmów, twórca polskiej szkoły biomechaniki technicznej i robotyki.

## Życiorys
Studiował na Wydziale Elektromechnicznym Akademii Górniczo-Hutniczej w Krakowie, od 1949 równolegle był asystentem w Katedrze Mechaniki i Wytrzymałości. W 1951 ukończył studia i uzyskał stopień magistra, rok później wyjechał do Moskwy, gdzie kontynuował naukę w Instytucie Górniczym. W 1955 po uzyskaniu tytułu kandydata nauk technicznych powrócił do kraju, zamieszkał w Warszawie, gdzie wspólnie z Janem Oderfeldem stworzyli Katedrę Teorii Maszyn i Mechanizmów na Politechnice Warszawskiej. Równocześnie rozpoczął trwającą dziesięć lat pracę w Instytucie Podstawowych Problemów Techniki Polskiej Akademii Nauk. Pracując na Politechnice Warszawskiej początkowo był adiunktem, a od 1958 docentem. W 1961 objął stanowisko kierownika Zakładu Miernictwa Wielkości Dynamicznych, który istniał przy Katedrze Teorii Maszyn i Mechanizmów i pełnił tę funkcję dziewięć lat. Pomiędzy 1961 a 1964 był prodziekanem Wydziału Mechanicznego Energetyki i Lotnictwa, a następnie objął funkcję kierownika interdyscyplinarnego zespołu naukowo-badawczym Robotyki i Biomechaniki Technicznej działającego przy Instytucie Techniki Lotniczej i Mechaniki Stosowanej i zajmował do stanowisko do swojej śmierci. W 1962 był współtwórcą interdyscyplinarnego zespołu badawczego prowadzącego badania w zakresie biomechaniki inżynierskiej i rehabilitacyjnej oraz robotyki, który wynalazł sztuczny mięsień szkieletowy. W toku prac stworzono stymulator do pobudzania sparaliżowanych kończyn stosowany również w przypadku konstruowania protez i aparatów ortopedycznych. W 1968 powołano go na stanowisko kierownika Zakładu Teorii Maszyn i Mechanizmów, pełnił je do 1974. W tym czasie przewodniczył Radzie Naukowej Głównego Urzędu Miar, kierował zespołami projektującymi i wykonującymi wzorce jednostek miar siły tzw. etalony. Od 1986 przez jedenaście lat dodatkowo na część etatu pracował jako profesor w Instytucie Mechaniki i Wibroakustyki Akademii Górniczo-Hutniczej w Krakowie.

## Członkostwo
- Członek Międzynarodowego Centrum Nauk Mechanicznych w Udine
- Sekretarz generalny (1984 -1987) i prezydent (1992-1995) Międzynarodowej Federacji Teorii Maszyn i Mechanizmów
- Założycielem (1987) i pierwszy przewodniczący Polskiego Towarzystwa Biomechaniki
- Przewodniczącym Polskiego Komitetu Teorii Maszyn i Mechanizmów przy Komitecie Budowy Maszyn Polskiej Akademii Nauk
- Przewodniczący Komitetowi Robotyki POLSPAR
- Członek Centralnej Komisji ds. Tytułu Naukowego i Stopni Naukowych
- Doktor honoris causa Akademii Górniczo-Hutniczej
- Członek zwyczajny Akademii Inżynierskiej w Polsce
- Członek Towarzystwa Naukowego Warszawskiego

## Praca naukowa

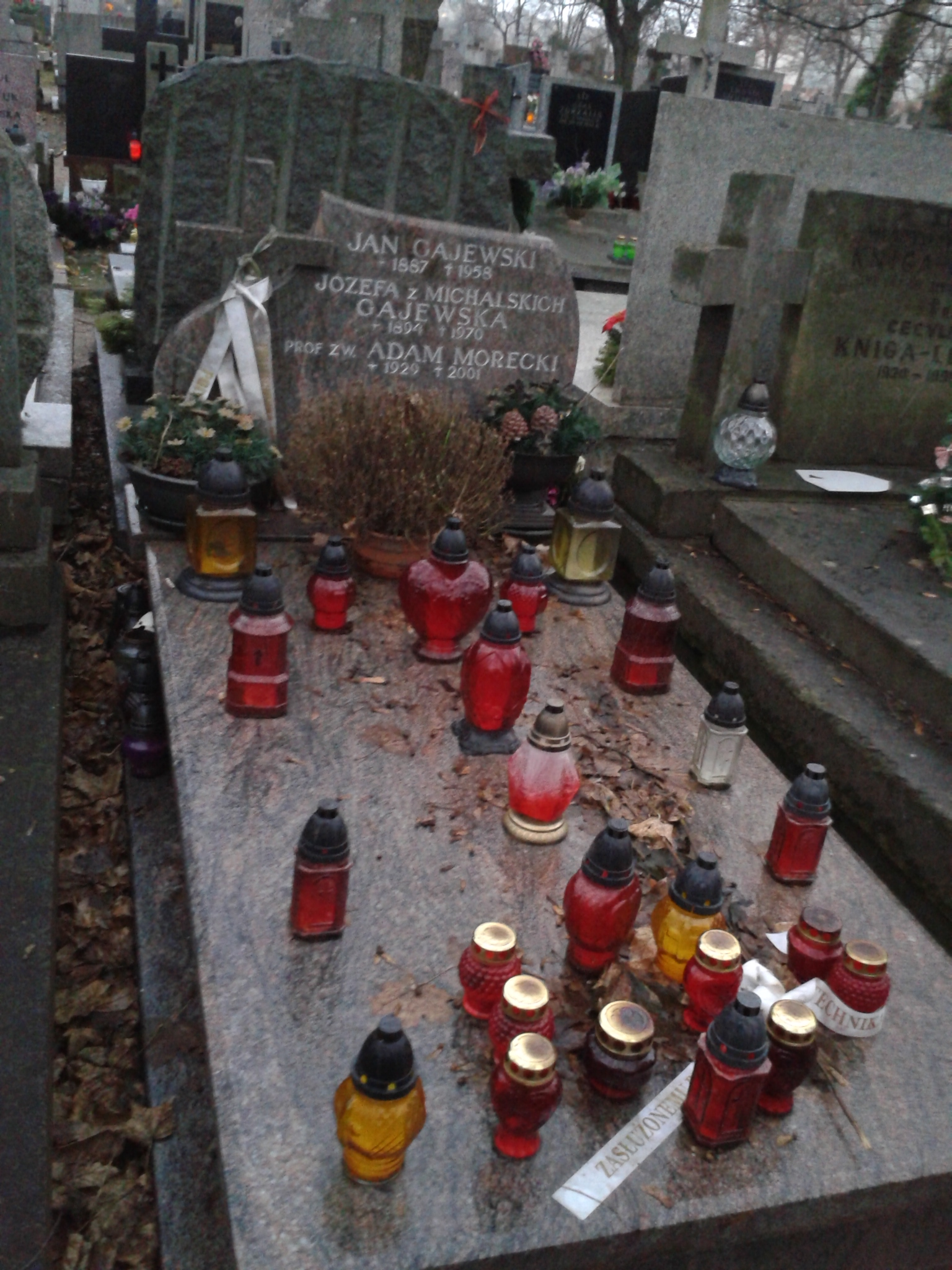
Grób prof. Adama Moreckiego na cmentarzu Bródnowskim

Adam Morecki kierował zespołem, który od 1962 prowadził uwieńczone sukcesem prace nad stworzeniem sztucznego mięśnia szkieletowego oraz rozwinął teorię sterowania biomanipulatorem. Opracowano stymulatory wszczepiane do pobudzania sparaliżowanych kończyn, a także prowadzono prace nad konstrukcją protez i aparatów ortopedycznych posiadających napęd pneumatyczny i elektryczny. Adam Morecki prowadził prace projektowe nad stworzeniem stanowiska do obsługi paraplegików, które zostało zabudowane na wózku inwalidzkim. Kierował pracami związanymi z modelowaniem ruchu ciała człowieka dzięki zastosowaniu metod analitycznych i numerycznych stosowanych w mechanice maszyn. Ostatnie prace dotyczyły opracowaniu manipulatorów bionicznych i maszyn kroczących.

## Odznaczenia
- Krzyż Kawalerski Orderu Odrodzenia Polski;
- Krzyż Komandorski Orderu Odrodzenia Polski;
- Brązowy Krzyż Zasługi;
- Medal Komisji Edukacji Narodowej;
- Laureat prestiżowej Engelberger Award w dziedzinie robotyki.